# Mosterton
Mosterton – wieś w Anglii, w hrabstwie Dorset. Leży 29 km na północny zachód od miasta Dorchester i 199 km na zachód od Londynu.